# Loxofidonia cingala
Loxofidonia cingala là một loài bướm đêm trong họ Geometridae.